# Liste der Monuments historiques in Creuzier-le-Vieux
Die Liste der Monuments historiques in Creuzier-le-Vieux führt die Monuments historiques in der französischen Gemeinde Creuzier-le-Vieux auf.

## Liste der Bauwerke
| Bezeichnung   | Beschreibung                     | Standort | Kennzeichnung | Schutzstatus | Datum | Bild           |
| ------------- | -------------------------------- | -------- | ------------- | ------------ | ----- | -------------- |
| Pont Boutiron | Brücke, erbaut von 1911 bis 1913 | (Lage)   | PA03000066    | Inscrit      | 2021  | weitere Bilder |

## Liste der Objekte
| Bezeichnung                       | Beschreibung                                    | Standort                       | Kennzeichnung | Schutzstatus | Datum | Bild |
| --------------------------------- | ----------------------------------------------- | ------------------------------ | ------------- | ------------ | ----- | ---- |
| Pyxis (Fotos in der Base Palissy) | Kupfer, vergoldet und emailliert, 1225 und 1275 | in der Kirche St-Martin (Lage) | PM03001762    | Inscrit      | 2014  |      |